# Nokasad
Nokasad de son nom complet: Somdetch Brhat Chao Jaya Sri Samudra Buddhangkura; connu également sous le nom de Soi Si Samout Phouthong Koun; est le 1er roi de Champa Nagapurisiri ou Nakhon Champa Nakhaburisi.

## Biographie
Né vers  1693 sous le nom de Prince (Chao) Nakasatra Sungaya ou Nokasat Song, c'est est un petit-fils du dernier roi de  Lan Xang,  Sourigna Vongsa comme fils de princesse Sumagala Kumari et de son second époux Saentip. Il épouse une fille du roi du  Cambodge Chey Chettha IV. 
À la suite de la désintégration du royaume de Lan Xang,  Nokasat fait sécession et est proclamé roi des laos du sud établis à Champasak de 1713 à 1737 En 1718, la  première muang (c'est-à-dire cité)  Lao est établie dans la vallée de la  Chi  — mais à l'intérieur de la région de Nakhon Ratchasima — est fondé dans le district de Suwannaphum (en) dans l'actuelle Province de Roi Et par un officier au service du roi. 
En 1725, il renonce à l'exercice du pouvoir en faveur de son fils aîné Sayakoumane et meurt à Khorat en 1738.